# أليكسا هافينز
أليكسا هافينز (بالإنجليزية: Alexa Havins) (و. 1980  م) هي ممثلة مسرحية، وممثلة تلفزيونية، وعارضة، وممثلة أفلام أمريكية، ولدت في أرتيشيا.

## وصلات خارجية
- أليكسا هافينز على موقع IMDb (الإنجليزية)
- أليكسا هافينز على موقع ألو سيني (الفرنسية)
- أليكسا هافينز على موقع أول موفي (الإنجليزية)
- أليكسا هافينز على موقع قاعدة بيانات الفيلم (الإنجليزية)
- أليكسا هافينز على موقع كينوبويسك (الروسية)